# 서울공업고등학교 본관
서울공업고등학교 본관(서울工業高等學校 本館)은 서울특별시 동작구 대방동에 있는 일제강점기의 교육시설 건물이다. 2002년 5월 31일 대한민국의 국가등록문화재 제13호로 지정되었다.

## 개요
본 건물은 지상 3층 철근콘크리트조, 모임기와지붕으로 경성공립공업학교의 근대 공업기술교육의 역사적 현장이다. 1916년 설립된 경성공업전문학교 부속 공업전습소를 관립경성공업학교로 개편하고 1938년 수업연한 5년의 경성공립공업학교로 개편하면서 교사를 대방동에 신축하게 되었다. 1956년 일부 수리하였다.

## 같이 보기
- 서울공업고등학교

## 참고 자료
- 서울공업고등학교 본관 - 국가유산청 국가유산포털